# Benmostefa Benaouda
Dans ce nom, le nom de famille précède le nom personnel.
Benmostefa Benaouda, dit Amar, né le 27 septembre 1925 à Bône et mort le 5 février 2018 à Uccle (Bruxelles), est un homme politique algérien et un combattant indépendantiste.
Il est un des négociateurs des accords d'Évian, signés le 18 mars 1962 à Évian-les-Bains (Haute-Savoie, France), entre les représentants de la France et du Gouvernement provisoire de la République algérienne (GPRA) durant la guerre d'Algérie.

## Biographie
Benmostefa Benaouda est né le 27 septembre 1925 à Annaba,. Il a effectué sa scolarisation à l’école d’Armandy (Sidi Belaïd) de la Place d’armes, avant de rejoindre les rangs du Mouvement pour le triomphe des libertés démocratiques (MTLD) puis l’Organisation spéciale (OS).
Après son évasion de la prison de Bône avec plusieurs autres militants dont Youcef Zighoud, en avril 1954, il rejoint le maquis et participe à la lutte armée. Le 25 juillet 1954, dans une modeste villa du Clos Salambier appartenant à Lyès Deriche, un quartier musulman d'Alger, vingt-deux Algériens, dont lui, se prononcent « pour la révolution illimitée jusqu'à l'indépendance totale » lors d'une réunion du CRUA (Comité Révolutionnaire d'Unité et d'Action), créé début 1954 pour dépasser la crise du MTLD, divisé alors entre partisans de Messali Hadj (Messalistes) et centralistes (membres du comité central opposés à Messali),,. Il participe au congrès de la Soummam en août 1956. Dans le cadre de l'offensive du 20 aout 1955, il fut chargé par Zighoud Youcef de mener les opérations militaires à Annaba. Mais pour des raisons obscures et inexpliquées aucune activité militaire n'a été enregistrée ce jour-là à Annaba.  
À la suite de la formation du Gouvernement provisoire de la République algérienne en 1958, il est affecté au ministère de l'armement et du ravitaillement dans ce gouvernement provisoire. En 1962, il participe à la phase finale des négociations des accords d'Évian signés en mars. Dans les années 1960 et 1970, il devient attaché militaire auprès de l'ambassade d'Algérie au Caire, puis à Paris puis à Tunis.Il  préside l'Ordre du mérite national rattaché à la présidence de la République à partir de 1999. Il meurt à 93 ans dans un hôpital de Bruxelles,,.